# Eccellenza Toscana 2021-2022
Il campionato italiano di calcio di Eccellenza regionale 2021-2022 è il trentunesimo organizzato in Italia. Rappresenta il quinto livello del calcio italiano.

## Stagione

### Novità
A questa stagione partecipano 37 squadre divise in 3 gironi, dodici per i gironi A e C e tredici per il girone B, una in più rispetto alle 36 (poi 19) della scorsa stagione: quindi, non essendoci state retrocessioni si iscrivono al campionato 2021-2022 tutte le squadre che vi hanno partecipato la scorsa stagione, inoltre, i posti lasciati dalle 2 promosse sono occupati da Grassina e Sinalunghese, retrocesse dalla Serie D 2020-2021, mentre nel girone B è iscritta l'US Livorno, squadra fondata proprio nell'estate 2021.

### Formula
Per accedere alla serie D 2022-23, sarà necessario giocare due triangolari: uno tra le prime classificate di ogni girone, che determina le due promosse in Serie D e la qualificata agli spareggi nazionali come "Toscana 1", e uno tra le vincenti dei play-off tra la seconda e la quinta classificata, che non si effettueranno se il distacco è superiore o uguale a sette punti, che determina la squadra ammessa agli spareggi nazionali come "Toscana 2".
Le retrocessioni saranno sette: sei dirette, due per ognuno dei tre gironi, e una determinata dall'ultima classificata del triangolare tra le terzultime, determinate in caso di parità di punti da un eventuale spareggio.

## Girone A

### Squadre partecipanti
| Club                     | Città (provincia)              | Stadio                        | Stagione precedente              |
| ------------------------ | ------------------------------ | ----------------------------- | -------------------------------- |
| Camaiore                 | Camaiore (LU)                  | Stadio Comunale               | 5º posto in Eccellenza Toscana/A |
| Castelnuovo Garfagnana   | Castelnuovo di Garfagnana (LU) | Stadio Alessio Nardini        | non partecipa alla ripresa       |
| Lastrigiana              | Lastra a Signa (FI)            | Stadio La Guardiana           | non partecipa alla ripresa       |
| Massese 1919             | Massa                          | Stadio degli Oliveti          | 3º posto in Eccellenza Toscana/A |
| Pontremolese 1919        | Pontremoli (MS)                | Stadio Lunezia                | non partecipa alla ripresa       |
| Prato 2000               | Prato                          | Comunale di Paperino          | non partecipa alla ripresa       |
| River Pieve              | Pieve Fosciana (LU)            | Stadio Alessio Nardini        | non partecipa alla ripresa       |
| San Marco Avenza 1926    | Avenza di Carrara (MS)         | Centro Sportivo Nuova Covetta | 6º posto in Eccellenza Toscana/A |
| Signa 1914               | Signa (FI)                     | Stadio Del Bisenzio           | 7º posto in Eccellenza Toscana/B |
| Tau Altopascio           | Altopascio (LU)                | Stadio Comunale               | 4º posto in Eccellenza Toscana/A |
| Valdinievole Montecatini | Montecatini Terme (PT)         | Stadio Daniele Mariotti       | non partecipa alla ripresa       |
| Zenith Prato             | Prato                          | Stadio Bruno Chiavacci        | non partecipa alla ripresa       |

### Classifica finale
|  | Pos. | Squadra                  | Pt | G  | V  | N  | P  | GF | GS | DR  |
|  | ---- | ------------------------ | -- | -- | -- | -- | -- | -- | -- | --- |
|  | 1.   | Tau Altopascio           | 46 | 22 | 13 | 7  | 2  | 37 | 13 | +24 |
|  | 2.   | Lastrigiana              | 43 | 22 | 11 | 10 | 1  | 33 | 12 | +21 |
|  | 3.   | Signa                    | 40 | 22 | 11 | 7  | 4  | 34 | 25 | +9  |
|  | 4.   | Camaiore                 | 39 | 22 | 12 | 3  | 7  | 32 | 21 | +11 |
|  | 5.   | San Marco Avenza 1926    | 30 | 22 | 7  | 9  | 6  | 28 | 27 | +1  |
|  | 6.   | Massese                  | 28 | 22 | 7  | 7  | 8  | 21 | 25 | -4  |
|  | 7.   | Prato 2000               | 27 | 22 | 6  | 9  | 7  | 21 | 25 | -4  |
|  | 8.   | Zenith Prato             | 25 | 22 | 5  | 10 | 7  | 38 | 40 | -2  |
|  | 9.   | River Pieve              | 21 | 22 | 6  | 3  | 13 | 24 | 38 | -14 |
|  | 10.  | Castelnuovo Garfagnana   | 20 | 22 | 4  | 8  | 10 | 16 | 29 | -13 |
|  | 11.  | Pontremolese 1919        | 20 | 22 | 5  | 5  | 12 | 23 | 31 | -8  |
|  | 12.  | Valdinievole Montecatini | 14 | 22 | 2  | 8  | 12 | 19 | 40 | -21 |

Legenda
       Ammessa al Poule Serie D.
       Ammessa al Poule spareggi nazionali.
 Ammessa al Poule salvezza o ai play-off.
       Retrocessa in Promozione 2022-2023.
Regolamento:
Tre punti a vittoria, uno a pareggio, zero a sconfitta.
La classifica avulsa tiene conto di:
- Punti.
- Punti negli scontri diretti.
- Differenza reti.
- Reti realizzate.
- Ordine alfabetico.

### Risultati

#### Tabellone
|                          | CAM  | CAS  | LAS  | MAS  | PON  | PRA  | RIV  | SMA  | SIG  | TAU  | VNM  | ZEN  |
| ------------------------ | ---- | ---- | ---- | ---- | ---- | ---- | ---- | ---- | ---- | ---- | ---- | ---- |
| Camaiore                 | –––– | 1-0  | 0-0  | 0-1  | 0-3  | 2-0  | 1-0  | 1-2  | 2-1  | 2-4  | 3-0  | 2-2  |
| Castelnuovo Garfagnana   | 0-2  | –––– | 0-3  | 0-0  | 1-0  | 0-0  | 2-1  | 0-0  | 1-3  | 1-1  | 2-2  | 1-2  |
| Lastrigiana              | 0-2  | 2-0  | –––– | 1-1  | 2-1  | 2-0  | 2-0  | 2-1  | 1-1  | 1-0  | 6-1  | 1-1  |
| Massese                  | 2-1  | 2-0  | 1-1  | –––– | 1-0  | 0-1  | 4-3  | 0-1  | 0-1  | 1-1  | 2-1  | 1-1  |
| Pontremolese             | 0-1  | 3-0  | 0-2  | 1-0  | –––– | 1-2  | 1-1  | 1-1  | 1-3  | 0-1  | 1-1  | 3-4  |
| Prato 2000               | 1-3  | 0-0  | 2-2  | 1-1  | 1-0  | –––– | 0-1  | 3-1  | 0-1  | 0-1  | 2-1  | 1-1  |
| River Pieve              | 2-1  | 2-1  | 0-3  | 0-2  | 3-2  | 1-1  | –––– | 0-1  | 2-0  | 1-2  | 1-2  | 3-2  |
| San Marco Avenza         | 0-2  | 1-1  | 0-0  | 4-1  | 1-3  | 0-2  | 2-1  | –––– | 4-1  | 1-1  | 0-0  | 2-2  |
| Signa                    | 1-1  | 1-1  | 0-0  | 3-0  | 0-0  | 2-2  | 1-0  | 2-1  | –––– | 0-2  | 3-2  | 4-2  |
| Tau Altopascio           | 1-0  | 2-0  | 0-0  | 2-0  | 6-0  | 3-0  | 2-1  | 0-0  | 1-2  | –––– | 3-0  | 2-1  |
| Valdinievole Montecatini | 0-3  | 0-1  | 0-1  | 1-1  | 0-2  | 1-1  | 1-1  | 1-2  | 1-1  | 0-0  | –––– | 2-4  |
| Zenith Prato             | 1-2  | 1-4  | 1-1  | 1-0  | 0-0  | 1-1  | 5-0  | 3-3  | 1-3  | 2-2  | 0-2  | –––– |

### Spareggi

#### Spareggio per l'accesso al triangolare tra terzultime classificate
|                        | Risultati |                   | Luogo e data                       |
| ---------------------- | --------- | ----------------- | ---------------------------------- |
| Castelnuovo Garfagnana | 2-1       | Pontremolese 1919 | San Giuliano Terme, 24 aprile 2022 |
|                        |           |                   |                                    |

#### Play-off

##### Semifinale
|            | Risultati |          | Luogo e data          |
| ---------- | --------- | -------- | --------------------- |
| Signa 1914 | 2-2 (dts) | Camaiore | Signa, 24 aprile 2022 |
|            |           |          |                       |

##### Finale
|             | Risultati |            | Luogo e data           |
| ----------- | --------- | ---------- | ---------------------- |
| Lastrigiana | 1-0       | Signa 1914 | Firenze, 1 maggio 2022 |
|             |           |            |                        |

## Girone B

### Squadre partecipanti
| Club              | Città (provincia)                 | Stadio                          | Stagione precedente              |
| ----------------- | --------------------------------- | ------------------------------- | -------------------------------- |
| Armando Picchi    | Livorno                           | Centro Sportivo Armando Picchi  | non partecipa alla ripresa       |
| Atletico Cenaia   | Cenaia di Crespina Lorenzana (PI) | Stadio Vittorio Pennati         | non partecipa alla ripresa       |
| Atletico Piombino | Piombino (LI)                     | Stadio Magona d'Italia          | non partecipa alla ripresa       |
| Castelfiorentino  | Castelfiorentino (FI)             | Stadio Comunale                 | non partecipa alla ripresa       |
| Certaldo          | Certaldo (FI)                     | Comunale di Certaldo            | non partecipa alla ripresa       |
| Colligiana        | Colle di Val d'Elsa (SI)          | Stadio Gino Manni               | 6º posto in Eccellenza Toscana/B |
| Cuoiopelli        | Santa Croce Sull'Arno (PI)        | Stadio Comunale Masini          | 9º posto in Eccellenza Toscana/A |
| Fratres Perignano | Perignano (PI)                    | Stadio Mauro Matteoli           | 1º posto in Eccellenza Toscana/A |
| Fucecchio         | Fucecchio (FI)                    | Stadio comunale Filippo Corsini | non partecipa alla ripresa       |
| Livorno           | Livorno                           | Stadio Armando Picchi           | Non esistente                    |
| Ponsacco          | Ponsacco (PI)                     | Comunale di Ponsacco            | 8º posto in Eccellenza Toscana/A |
| San Miniato Basso | San Miniato Basso (PI)            | Stadio Massimo Pagni            | 7º posto in Eccellenza Toscana/A |
| Tuttocuoio        | Ponte a Egola (PI)                | Stadio Leporaia                 | ritirato da Eccellenza Toscana/A |

### Classifica finale
|  | Pos. | Squadra           | Pt | G  | V  | N  | P  | GF | GS | DR  |
|  | ---- | ----------------- | -- | -- | -- | -- | -- | -- | -- | --- |
|  | 1.   | Livorno           | 54 | 24 | 16 | 6  | 2  | 51 | 20 | +31 |
|  | 2.   | Cuoiopelli        | 44 | 24 | 12 | 8  | 4  | 44 | 30 | +14 |
|  | 3.   | San Miniato Basso | 44 | 24 | 13 | 5  | 6  | 35 | 18 | +17 |
|  | 4.   | Fratres Perignano | 42 | 24 | 12 | 6  | 6  | 39 | 22 | +17 |
|  | 5.   | Atletico Cenaia   | 32 | 24 | 8  | 8  | 8  | 29 | 26 | +3  |
|  | 6.   | Tuttocuoio        | 30 | 24 | 8  | 6  | 10 | 27 | 34 | -7  |
|  | 7.   | Certaldo          | 29 | 24 | 7  | 8  | 9  | 24 | 28 | -4  |
|  | 8.   | Armando Picchi    | 29 | 24 | 6  | 11 | 7  | 36 | 38 | -2  |
|  | 9.   | Fucecchio         | 28 | 24 | 6  | 10 | 8  | 26 | 25 | +1  |
|  | 10.  | Colligiana        | 28 | 24 | 6  | 10 | 8  | 23 | 25 | -2  |
|  | 11.  | Castelfiorentino  | 25 | 24 | 5  | 10 | 9  | 19 | 29 | -10 |
|  | 12.  | Ponsacco          | 25 | 24 | 6  | 7  | 11 | 29 | 33 | -4  |
|  | 13.  | Atletico Piombino | 9  | 24 | 2  | 3  | 19 | 19 | 73 | -54 |

Legenda
       Ammessa al Poule Serie D.
       Ammessa al Poule spareggi nazionali.
 Ammessa al Poule salvezza o ai play-off.
       Retrocessa in Promozione 2022-2023.
Regolamento:
Tre punti a vittoria, uno a pareggio, zero a sconfitta.
La classifica avulsa tiene conto di:
- Punti.
- Punti negli scontri diretti.
- Differenza reti.
- Reti realizzate.
- Ordine alfabetico.

### Risultati

#### Tabellone
|                   | ARM  | ACE  | API  | CAS  | CER  | COL  | CUO  | FRA  | FUC  | LIV  | PON  | SMI  | TUT  |
| ----------------- | ---- | ---- | ---- | ---- | ---- | ---- | ---- | ---- | ---- | ---- | ---- | ---- | ---- |
| Armando Picchi    | –––– | 2-0  | 6-3  | 1-1  | 2-2  | 0-1  | 1-3  | 0-2  | 3-1  | 2-4  | 1-1  | 0-1  | 2-0  |
| Atletico Cenaia   | 0-1  | –––– | 3-0  | 0-0  | 2-0  | 0-1  | 1-1  | 1-2  | 1-1  | 1-1  | 0-0  | 1-0  | 1-0  |
| Atletico Piombino | 3-3  | 1-3  | –––– | 1-1  | 0-4  | 0-3  | 0-3  | 0-3  | 0-4  | 0-6  | 0-3  | 1-5  | 2-0  |
| Castelfiorentino  | 2-2  | 1-0  | 0-0  | –––– | 0-2  | 1-0  | 0-1  | 2-1  | 0-1  | 0-3  | 0-0  | 1-1  | 0-2  |
| Certaldo          | 0-0  | 3-2  | 2-1  | 1-2  | –––– | 0-0  | 2-1  | 0-0  | 2-2  | 0-1  | 1-0  | 1-1  | 1-2  |
| Colligiana        | 1-1  | 1-1  | 2-1  | 2-2  | 1-1  | –––– | 2-2  | 0-0  | 1-2  | 1-1  | 1-1  | 0-1  | 3-1  |
| Cuoiopelli        | 1-1  | 3-3  | 1-0  | 2-3  | 1-0  | 2-1  | –––– | 1-0  | 2-1  | 3-3  | 1-0  | 1-1  | 4-4  |
| Fratres Perignano | 5-1  | 1-2  | 4-1  | 1-1  | 3-0  | 2-0  | 3-1  | –––– | 0-0  | 1-1  | 2-0  | 0-2  | 2-4  |
| Fucecchio         | 1-1  | 0-0  | 1-2  | 1-1  | 0-1  | 0-0  | 1-1  | 2-1  | –––– | 0-0  | 3-1  | 0-1  | 0-1  |
| US Livorno        | 1-0  | 3-2  | 6-1  | 2-0  | 2-1  | 3-1  | 2-0  | 0-1  | 3-1  | –––– | 4-1  | 0-2  | 1-0  |
| Ponsacco          | 3-3  | 1-2  | 4-0  | 1-0  | 3-0  | 1-0  | 0-4  | 1-2  | 2-4  | 0-1  | –––– | 0-1  | 4-1  |
| San Miniato Basso | 1-2  | 1-2  | 4-1  | 3-1  | 2-0  | 0-1  | 0-2  | 2-2  | 1-0  | 0-1  | 1-1  | –––– | 1-0  |
| Tuttocuoio        | 1-1  | 2-1  | 2-1  | 1-0  | 0-0  | 2-0  | 1-3  | 0-1  | 0-0  | 2-2  | 1-1  | 0-3  | –––– |

### Spareggi

#### Spareggio per l'accesso al triangolare tra terzultime classificate
|          | Risultati     |                  | Luogo e data              |
| -------- | ------------- | ---------------- | ------------------------- |
| Ponsacco | 1-1 (4-5 dtr) | Castelfiorentino | Antignano, 24 aprile 2022 |
|          |               |                  |                           |

#### Play-off

##### Semifinale
|                   | Risultati |                   | Luogo e data                      |
| ----------------- | --------- | ----------------- | --------------------------------- |
| San Miniato Basso | 2-1       | Fratres Perignano | San Miniato Basso, 24 aprile 2022 |
|                   |           |                   |                                   |

##### Finale
|            | Risultati |                   | Luogo e data                        |
| ---------- | --------- | ----------------- | ----------------------------------- |
| Cuoiopelli | 3-0       | San Miniato Basso | Montelupo Fiorentino, 1 maggio 2022 |
|            |           |                   |                                     |

## Girone C

### Squadre partecipanti
| Club               | Città (provincia)              | Stadio                        | Stagione precedente                |
| ------------------ | ------------------------------ | ----------------------------- | ---------------------------------- |
| Antella '99        | Antella di Bagno a Ripoli (FI) | Campo sportivo CRC Antella    | 4º posto in Eccellenza Toscana/B   |
| Baldaccio Bruni    | Anghiari (AR)                  | Stadio Saverio Zanchi         | non partecipa alla ripresa         |
| Chiantigiana       | Gaiole in Chianti (SI)         | Comunale di Gaiole in Chianti | non partecipa alla ripresa         |
| Figline            | Figline e Incisa Valdarno (FI) | Stadio Goffredo Del Buffa     | 5º posto in Eccellenza Toscana/B   |
| Firenze Ovest      | Firenze                        | Stadio Firenze/Paoli          | 9º posto in Eccellenza Toscana/B   |
| Foiano             | Foiano della Chiana (AR)       | Stadio dei Pini               | non partecipa alla ripresa         |
| Fortis Juventus    | Borgo San Lorenzo (FI)         | Stadio Giacomo Romanelli      | 3º posto in Eccellenza Toscana/B   |
| Grassina           | Grassina (FI)                  | Stadio Andrea Pazzagli        | 17º posto in Serie D/E, retrocesso |
| Pontassieve        | Pontassieve (FI)               | Comunale di Pontassieve       | 8º posto in Eccellenza Toscana/B   |
| Porta Romana       | Firenze                        | Stadio comunale Gino Bozzi    | non partecipa alla ripresa         |
| Sinalunghese       | Sinalunga (SI)                 | Stadio Carlo Angeletti        | 18º posto in Serie D/E, retrocesso |
| Terranuova Traiana | Terranuova Bracciolini (AR)    | Stadio Mario Matteini         | 2º posto in Eccellenza Toscana/B   |

### Classifica finale
|  | Pos. | Squadra            | Pt | G  | V  | N  | P  | GF | GS | DR  |
|  | ---- | ------------------ | -- | -- | -- | -- | -- | -- | -- | --- |
|  | 1.   | Figline            | 50 | 22 | 15 | 5  | 2  | 43 | 15 | +28 |
|  | 2.   | Terranuova Traiana | 38 | 22 | 10 | 8  | 4  | 19 | 13 | +6  |
|  | 3.   | Fortis Juventus    | 35 | 22 | 10 | 5  | 7  | 20 | 20 | 0   |
|  | 4.   | Sinalunghese       | 33 | 22 | 8  | 9  | 5  | 30 | 25 | +5  |
|  | 5.   | Pontassieve        | 32 | 22 | 8  | 8  | 6  | 24 | 17 | +7  |
|  | 6.   | Firenze Ovest      | 27 | 22 | 7  | 6  | 9  | 22 | 30 | -8  |
|  | 7.   | Chiantigiana       | 25 | 22 | 6  | 7  | 9  | 21 | 24 | -3  |
|  | 8.   | Nuova Foiano       | 25 | 22 | 6  | 7  | 9  | 21 | 27 | -6  |
|  | 9.   | Porta Romana       | 23 | 22 | 5  | 8  | 9  | 17 | 24 | -7  |
|  | 10.  | Baldaccio Bruni    | 23 | 22 | 4  | 11 | 7  | 11 | 21 | -10 |
|  | 11.  | Antella '99        | 21 | 22 | 4  | 9  | 9  | 19 | 24 | -5  |
|  | 12.  | Grassina           | 20 | 22 | 5  | 5  | 12 | 18 | 25 | -7  |

Legenda
       Ammessa al Poule Serie D.
       Ammessa al Poule spareggi nazionali.
 Ammessa al Poule salvezza o ai play-off.
       Retrocessa in Promozione 2022-2023.
Regolamento:
Tre punti a vittoria, uno a pareggio, zero a sconfitta.
La classifica avulsa tiene conto di:
- Punti.
- Punti negli scontri diretti.
- Differenza reti.
- Reti realizzate.
- Ordine alfabetico.

### Risultati

#### Tabellone
|                    | ANT  | BAL  | CHI  | FIG  | FIR  | FOI  | FOR  | GRA  | PON  | POR  | SIN  | TER  |
| ------------------ | ---- | ---- | ---- | ---- | ---- | ---- | ---- | ---- | ---- | ---- | ---- | ---- |
| Antella '99        | –––– | 1-1  | 0-1  | 1-2  | 0-0  | 1-0  | 0-0  | 1-2  | 3-1  | 1-1  | 2-4  | 0-0  |
| Baldaccio Bruni    | 1-0  | –––– | 0-0  | 1-1  | 0-0  | 1-1  | 0-1  | 2-1  | 1-0  | 0-1  | 1-1  | 2-1  |
| Chiantigiana       | 0-1  | 0-0  | –––– | 0-0  | 2-3  | 2-0  | 0-0  | 1-0  | 0-1  | 2-3  | 3-0  | 0-1  |
| Figline            | 2-0  | 5-0  | 3-2  | –––– | 3-1  | 2-0  | 4-0  | 3-0  | 2-1  | 1-1  | 4-1  | 1-0  |
| Firenze Ovest      | 1-0  | 3-0  | 1-1  | 1-2  | –––– | 2-1  | 0-1  | 1-1  | 1-0  | 1-1  | 0-1  | 2-0  |
| Nuova Foiano       | 0-0  | 1-0  | 1-2  | 1-1  | 2-2  | –––– | 0-1  | 0-2  | 0-0  | 3-1  | 3-2  | 0-2  |
| Fortis Juventus    | 2-1  | 0-0  | 3-1  | 2-1  | 0-1  | 0-0  | –––– | 1-0  | 0-2  | 2-0  | 2-1  | 0-1  |
| Grassina           | 0-0  | 0-0  | 2-1  | 0-1  | 3-0  | 1-2  | 2-1  | –––– | 1-2  | 0-1  | 0-2  | 1-2  |
| Pontassieve        | 1-1  | 2-0  | 3-0  | 1-1  | 3-0  | 3-2  | 1-1  | 1-1  | –––– | 0-0  | 0-0  | 0-0  |
| Porta Romana       | 2-4  | 1-1  | 0-1  | 0-1  | 2-0  | 0-1  | 1-3  | 1-0  | 0-1  | –––– | 0-0  | 1-1  |
| Sinalunghese       | 1-1  | 1-0  | 1-0  | 1-3  | 5-1  | 2-2  | 3-0  | 2-1  | 1-0  | 0-0  | –––– | 1-1  |
| Terranuova Traiana | 2-1  | 0-0  | 1-1  | 1-0  | 2-1  | 0-1  | 1-0  | 0-0  | 2-1  | 1-0  | 0-0  | –––– |

### Spareggi

#### Play-off

##### Semifinali
|                    | Risultati |              | Luogo e data                           |
| ------------------ | --------- | ------------ | -------------------------------------- |
| Fortis Juventus    | 1-0       | Sinalunghese | Borgo San Lorenzo, 24 Aprile 2022      |
| Terranuova Traiana | 2-1 (dts) | Pontassieve  | Terranuova Bracciolini, 24 Aprile 2022 |
|                    |           |              |                                        |

##### Finale
|                    | Risultati |                 | Luogo e data               |
| ------------------ | --------- | --------------- | -------------------------- |
| Terranuova Traiana | 2-1       | Fortis Juventus | Montevarchi, 1 maggio 2022 |
|                    |           |                 |                            |

## Poule Serie D
La prima classificata di ognuno dei tre gironi si gioca l'accesso in Serie D 2022-2023 in questo girone con partite di andata e ritorno. Le prime due classificate sono promosse in Serie D, la terza va agli spareggi nazionali come "Toscana 1".
|  | Pos. | Squadra        | Pt | G | V | N | P | GF | GS | DR |
|  | ---- | -------------- | -- | - | - | - | - | -- | -- | -- |
|  | 1.   | Tau Altopascio | 7  | 4 | 2 | 1 | 1 | 7  | 4  | +3 |
|  | 2.   | Livorno        | 4  | 4 | 1 | 1 | 2 | 5  | 5  | 0  |
|  | 3.   | Figline        | 5  | 4 | 1 | 2 | 1 | 4  | 7  | -3 |

Legenda
       Promosse in Serie D 2022-2023.
 Ammessa agli spareggi nazionali.
Regolamento:
Tre punti a vittoria, uno a pareggio, zero a sconfitta.
La classifica avulsa tiene conto di:
- Punti.
- Punti negli scontri diretti.
- Differenza reti.
- Reti realizzate.
- Ordine alfabetico.

### Risultati

#### Tabellone
|                | FIG  | LIV  | TAU  |
| -------------- | ---- | ---- | ---- |
| Figline        | –––– | 0-0  | 0-0  |
| Livorno        | 2-3  | –––– | 0-1  |
| Tau Altopascio | 5-1  | 1-3  | –––– |

## Poule salvezza
Le terzultime o le "qualificate" dei play-out dei tre gironi, si giocano, con partite di andata e ritorno, la permanenza in categoria. L'ultima classificata retrocede in Promozione Toscana 2022-2023.
|  | Pos. | Squadra                | Pt | G | V | N | P | GF | GS | DR |
|  | ---- | ---------------------- | -- | - | - | - | - | -- | -- | -- |
|  | 1.   | Baldaccio Bruni        | 8  | 4 | 2 | 2 | 0 | 4  | 1  | +3 |
|  | 2.   | Castelfiorentino       | 5  | 4 | 1 | 2 | 1 | 4  | 3  | +1 |
|  | 3.   | Castelnuovo Garfagnana | 2  | 4 | 0 | 2 | 2 | 1  | 4  | -3 |

Legenda
       Retrocessa in Promozione 2022-2023.
Regolamento:
Tre punti a vittoria, uno a pareggio, zero a sconfitta.
La classifica avulsa tiene conto di:
- Punti.
- Punti negli scontri diretti.
- Differenza reti.
- Reti realizzate.
- Ordine alfabetico.

### Risultati

#### Tabellone
|                        | BAL  | CAS  | CAS  |
| ---------------------- | ---- | ---- | ---- |
| Baldaccio Bruni        | –––– | 2-0  | 2-1  |
| Castelfiorentino       | 0-0  | –––– | 3-0  |
| Castelnuovo Garfagnana | 0-0  | 1-1  | –––– |

## Poule spareggi nazionali
Le tre vincenti dei play-off dei tre gironi si giocano in questo girone, con partite di sola andata, l'accesso agli spareggi nazionali come "Toscana 2".
|  | Pos. | Squadra            | Pt | G | V | N | P | GF | GS | DR |
|  | ---- | ------------------ | -- | - | - | - | - | -- | -- | -- |
|  | 1.   | Terranuova Traiana | 4  | 2 | 1 | 1 | 0 | 2  | 0  | +2 |
|  | 2.   | Cuoiopelli         | 3  | 2 | 1 | 0 | 1 | 2  | 3  | -1 |
|  | 3.   | Lastrigiana        | 1  | 2 | 0 | 1 | 1 | 1  | 2  | -1 |

Legenda
       Ammessa agli spareggi nazionali.
Regolamento:
Tre punti a vittoria, uno a pareggio, zero a sconfitta.
La classifica avulsa tiene conto di:
- Punti.
- Punti negli scontri diretti.
- Differenza reti.
- Reti realizzate.
- Ordine alfabetico.

### Risultati

#### Tabellone
|                    | CUO  | LAS  | TER  |
| ------------------ | ---- | ---- | ---- |
| Cuoiopelli         | –––– | /    | 0-2  |
| Lastrigiana        | 1-2  | –––– | /    |
| Terranuova Traiana | /    | 0-0  | –––– |